# Banque européenne d'investissement
Pour les articles homonymes, voir BEI.
Ne pas confondre avec la Banque européenne pour la reconstruction et le développement (BERD) et la Banque de développement du Conseil de l'Europe (CEB)

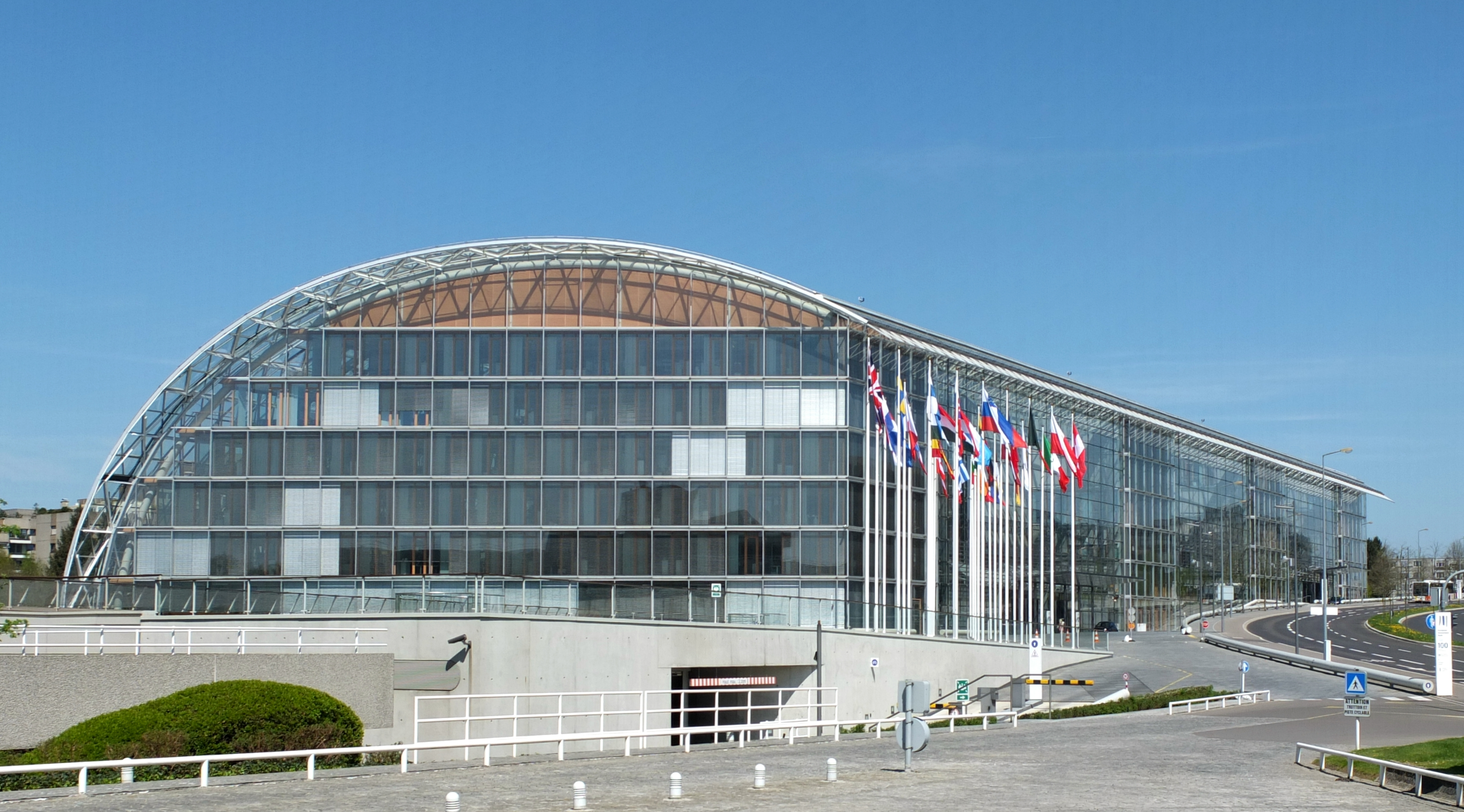
Siège de la BEI à Luxembourg.

La Banque européenne d’investissement ou BEI (en anglais European Investment Bank, en allemand Europäische Investitionsbank) est l'institution financière des États membres de l'Union européenne. Elle a pour principal but d'emprunter sur les marchés financiers pour financer des projets au sein de l'Union européenne. La BEI finance également des projets en dehors de l'Union européenne notamment dans les pays partenaires méditerranéens, par son fonds euro-méditerranéen d'investissement et de partenariat (FEMIP).
Elle est créée en 1957, avec le traité de Rome. Elle siège à Luxembourg mais dispose également de bureaux à Bruxelles, Paris, Rome, Helsinki, Athènes, Berlin, Lisbonne, Londres, Madrid, Varsovie, Istanbul, Bucarest, Tunis, Dakar, Rabat, Nairobi, Fort-de-France, Sydney, Pretoria et au Caire.
La BEI concentre son action sur les domaines suivants: le climat et l’environnement, les petites et moyennes entreprises (PME), le développement, la cohésion, l’innovation et les compétences, et les infrastructures. Par ailleurs, elle a joué un rôle majeur en apportant des financements durant les crises, notamment le krach financier de 2008 et la pandémie de COVID-19. Elle finance principalement des projets qui « ne peuvent être entièrement couverts par les divers moyens de financement existant dans chacun des États membres ».
La Banque européenne d’investissement est l’un des principaux bailleurs de fonds dans le domaine de la finance verte à l’échelle mondiale,,,. En 2007, elle a été la première institution au monde à émettre des obligations vertes. En 2019, elle s’est engagée à cesser de financer des projets ayant trait aux combustibles fossiles à compter de la fin de 2021. La BEI prévoit d’investir 1 000 milliards d’euros dans des projets liés au climat d’ici à 2030, notamment à l’appui d’une transition juste. La Banque n’est pas financée sur le budget de l’UE. À la place, elle se procure des fonds sur les marchés internationaux de capitaux en émettant des obligations. La BEI est notée AAA, la note la plus élevée sur le marché obligataire, par les trois grandes agences de notation de crédit: Moody’s, Standard and Poor’s, et Fitch. Chaque État membre verse sa part du capital dans les réserves de la BEI en fonction de sa participation au produit intérieur brut de l’UE,.
La BEI a été créée en vertu du traité de Rome, qui est entré en vigueur le 1er janvier 1958. Parfois désignée comme la plus grande banque multilatérale de développement (BMD), elle était la première banque régionale de développement au monde. La BEI a été créée pour faciliter un développement équitable dans l’UE grâce à l’octroi de prêts aux régions moins développées, ainsi que pour soutenir le marché intérieur de l’UE. Elle intervient dans 140 pays à travers le monde. Elle effectue environ 10% de ses investissements en dehors de l’UE afin d’appuyer les politiques européennes de coopération et d’aide au développement.

## Groupe BEI
La Banque européenne d’investissement est la banque de l’Union européenne. Elle a pour actionnaires les États membres de l’UE. Son rôle est de financer des projets qui contribuent à réaliser les objectifs de l’Union européenne.
Le Groupe BEI est composé de la Banque européenne d'investissement (BEI) et du Fonds européen d'investissement (FEI). La BEI est l'actionnaire majoritaire du FEI en détenant 62% du capital.
Il fut créé lors du Conseil européen des 23 et 24 mars 2000 à Lisbonne. La création de ce groupe a pour but de rassembler tous les moyens d'investissement de l'Union européenne au sein d'une même institution et ainsi de favoriser le capital risque pour les PME, ce que seul le FEI pouvait réaliser auparavant.
La BEI réalise l’essentiel de son activité (90%) à l’intérieur de l’Union européenne dans le but de favoriser l’intégration et le développement en Europe. En dehors de l’UE, elle soutient les politiques européennes de coopération et d’aide au développement. Elle intervient ainsi dans 140 pays, dans les zones géographiques suivantes: les pays de l’élargissement, l’Association européenne de libre-échange (AELE), le voisinage méridional de l’UE, le voisinage oriental de l’UE, l’Afrique subsaharienne, les Caraïbes et le Pacifique, l’Asie et l’Amérique latine, l’Asie centrale et le Royaume-Uni,.
En tant qu’organe indépendant, la Banque prend ses propres décisions en matière d’emprunt et de prêt,. Elle coopère avec d’autres institutions de l’UE, notamment la Commission européenne, le Parlement européen et le Conseil de l’Union européenne.

## Rôle
Avec 61 milliards d'euros de prêt en 2011 pour 450 projets (95 milliards d’euros en 2021), la BEI est la première institution financière multilatérale au monde par le volume de ses prêts et de ses emprunts. Elle apporte ses financements et son expertise à des projets d'investissements solides et durables, très majoritairement dans l'Union européenne (54 milliards en 2011). Ses actionnaires sont les 27 États membres de l'UE et ses soutiens concourent à la réalisation des objectifs de l'Union européenne. Ses 3 410 employés s'appuient sur l'expérience acquise depuis plus de 50 ans dans le financement de milliers de projets. Son organisation et son mode de fonctionnement sont fixés par ses statuts. Les priorités de la BEI sont le soutien à la croissance et à l'emploi, l'action en faveur du climat (quelque 30 % de ses prêts) et l'action extérieure à l'Union européenne. La BEI n'effectue que des prêts et aucun don. En 2012, la BEI est un des plus grands emprunteurs non souverains sur le marché obligataire de l'Union européenne et a un capital souscrit s'élevant à 232 milliards d'euros. Ayant la meilleure notation qui soit (AAA) et étant un organisme sans but lucratif, ses prêts sont accordés à des conditions avantageuses.
Le 14 novembre 2019, la BEI annonce la décision de son conseil d'administration d'exclure toutes les énergies fossiles, y compris le gaz naturel, de ses financements d'ici à 2021. Les actionnaires de la banque ont également fixé l'objectif de porter à 50 % d'ici 2025 la part des projets visant à lutter contre le dérèglement climatique, pour lesquels ils ont décidé de mobiliser d'ici à 2030 quelque 1 000 milliards d'euros d'investissement conformément aux engagements de la nouvelle présidente de la Commission européenne Ursula von der Leyen, afin de réduire de 50 % les émissions de gaz à effet de serre de l'Union avant fin 2030.

## Produits et services financiers
La BEI accorde des prêts aux secteurs tant privé que public au moyen de divers produits financiers. Si son activité principale est le financement, elle donne également des conseils sur la manière d’utiliser d’autres sources de fonds.

### Prêts
La Banque européenne d’investissement octroie des prêts à long terme, dont le montant ne dépasse généralement pas 50% du coût total du projet, aux secteurs public et privé. Elle soutient aussi les petites et moyennes entreprises au moyen de prêts intermédiés par des partenaires.Les financements qu’elle accorde au secteur privé en faveur de projets individuels de grande ampleur ou de programmes d’investissement représentent un montant de 25 millions d’euros au minimum. Elle propose des prêts-cadres d’un montant de 100 millions d’euros au minimum à des entités du secteur public pour appuyer des programmes d’investissement portant sur plusieurs projets de moindre envergure. Les prêts que la Banque consent à l’appui de projets des secteurs public et privé doivent correspondre à une ou plusieurs de ses priorités. Outre les prêts directs et le financement sur projet à l’appui du secteur privé, la BEI accorde des prêts à des intermédiaires, tels que le Groupe BPCE (France), Deutsche Bank AG (Allemagne) et Intesa Sanpaolo (Italie), qui proposent aux petites et moyennes entreprises des ressources locales et ciblées, pour un montant de 12,5 millions d’euros au maximum, dans la limite du seuil de 25 millions d’euros fixé par la BEI en matière de financement direct au secteur privé,.

### Fonds propres
La Banque européenne d’investissement investit et co-investit dans des entreprises et des fonds qui ciblent les infrastructures, l’environnement ou les petites et moyennes entreprises et les entreprises de taille intermédiaire. Dans certains cas, la BEI fournit un financement direct sous forme de quasi-fonds propres afin d’appuyer des entreprises cherchant à financer leur croissance.Elle accorde notamment des prêts d’amorçage-investissement aux entreprises européennes actives dans les biotechnologies et les sciences de la vie, les logiciels et les TIC, l’ingénierie et l’automatisation, les énergies renouvelables et les technologies propres. Du fait qu’ils sont destinés à des entreprises en phase de démarrage ou de croissance, ces financements, qui sont un ajout relativement récent dans l’offre de produits de la BEI, ont généralement une taille inférieure aux limites précédemment fixées pour les opérations. Le Fonds européen d’investissement (FEI) soutient la BEI en travaillant avec des PME, notamment par l’intermédiaire de partenaires financiers (banques, sociétés de garantie et de crédit-bail, institutions de microfinance, fonds de capital-investissement et de capital-risque).
Les investissements de la BEI dans des fonds de dette et de participation représentent généralement de 10 à 20 % de la taille du fonds (25% au maximum) et sont axés sur l’action pour le climat, les infrastructures, le développement du secteur privé ou la poursuite d’objectifs sociaux.

### Garanties
La BEI fournit un rehaussement de crédit de la dette de premier rang au moyen de financements subordonnés, de garanties – avec ou sans mise de fonds – et de lignes de crédit conditionnelles. Le rehaussement de crédit consiste à améliorer la qualité de crédit d’une entreprise en prenant des mesures internes et externes. La BEI renforce la protection de la dette de premier rang, améliore la qualité et la note de crédit pour le financement sur projet et vise à aider les promoteurs de projets à mobiliser des ressources privées supplémentaires auprès d’investisseurs institutionnels. En offrant des garanties aux petites et moyennes entreprises ou aux entreprises de taille intermédiaire, la Banque couvre une partie des pertes éventuelles d’un portefeuille de prêts et prépare un terrain propice à des financements supplémentaires. Une garantie est un contrat légal dans le cadre duquel un tiers (garant) s’engage à prendre en charge la dette ou d’autres éléments du passif d’un emprunteur en cas de défaut.

### Services de conseil et assistance technique
La Banque européenne d’investissement propose des services de conseil à l’appui de projets publics ou privés, à l’intérieur comme à l’extérieur de l’Union européenne, par l’intermédiaire de la Plateforme européenne de conseil en investissement. Outre des conseils liés à des mécanismes d’investissement particuliers ou à un développement du marché, ces services peuvent porter sur des orientations stratégiques et techniques pour mener à bien un projet. Avant de conclure un accord de financement avec la BEI ou d’autres investisseurs, les futurs clients peuvent tirer parti des compétences de la Banque dans les domaines du montage financier, de la passation de marchés et de la réglementation ou de l’analyse d’impact, par exemple en ce qui concerne les incidences d’un projet sur le plan climatique. La Banque ne fournit pas de conseils en ce qui concerne l’acquisition ou la cession de titres, ni sur des évaluations de projets et audits,.

### Mandats et partenariats
En plus de financer des projets sur ses ressources propres, la Banque européenne d’investissement dispose de mandats et de partenariats qui lui permettent d’appuyer des projets plus risqués et de combiner des prêts avec des aides non remboursables, à savoir des produits ou des fonds déboursés qui ne nécessitent pas de remboursement. Les mandats peuvent aussi porter sur des investissements financiers ou être axés sur des conseils techniques et financiers.
La BEI noue des partenariats avec des organisations du monde entier, notamment la Commission européenne et le Service européen pour l’action extérieure, les Nations unies ou le Fonds international de développement agricole.

## Composition
La gouvernance de la BEI est organisée de la façon suivante :
- un Conseil des gouverneurs, représenté par les 28 ministres de l'économie des États membres de l'Union européenne et qui est chargée de définir la politique de la BEI ;
  - un Conseil d'administration, qui est chargé d'appliquer la politique de la BEI
  - un Comité de direction, qui assure au jour le jour le bon fonctionnement de la BEI
  - un Comité d'audit, qui s'assure que son fonctionnement respecte toutes les obligations que la BEI doit remplir

La participation des actionnaires au capital de la BEI est fixée en fonction du produit intérieur brut des pays membres au moment de leur intégration au sein de l'Union européenne.

## Sources de financement
La Banque européenne d’investissement est une organisation sans but lucratif. Bien qu’elle fasse partie des organes de l’Union européenne, ses fonds ne proviennent pas du budget de l’UE. Elle est dotée de l’autonomie financière. Elle dispose de ressources propres et se procure des fonds sur les marchés internationaux de capitaux.
La BEI émet des obligations pour lever des fonds sur les marchés des capitaux, comme le font généralement les pouvoirs publics et les grandes sociétés pour emprunter de l’argent. Elle prête ensuite ces fonds à ses clients. Les deux parties conviennent d’une date à laquelle le prêt, généralement assorti d’un taux d’intérêt, doit être remboursé. Des investisseurs particuliers et des investisseurs institutionnels du monde entier achètent les obligations de la BEI.
La BEI cible les investissements à long terme et est notée AAA par Moody’s, Standard and Poor’s et Fitch.Dès lors, elle peut emprunter à des taux faibles, un avantage financier qu’elle répercute sur ses clients dans le cadre de projets qui soutiennent les objectifs de la politique de l’UE, à l’intérieur comme à l’extérieur de l’Europe,.
Outre des obligations de référence, des emprunts publics et des placements privés qui présentent des dimensions, des devises, des échéances et des structures très diverses, la Banque propose des obligations vertes et des obligations pour le développement durable,.
La Banque européenne d’investissement a émis sa première obligation verte en 2007, l’« obligation climatiquement responsable ». Avec plus de 30,8 milliards d’euros levés en 2020 dans 16 monnaies, la BEI est le chef de file mondial sur le marché des obligations vertes,. Les fonds levés grâce à elles financent exclusivement des projets qui contribuent à l’action en faveur du climat dans le secteur des énergies renouvelables (dont la production d’énergie éolienne, hydroélectrique, solaire et géothermique) et celui de l’efficacité énergétique (chauffage urbain, cogénération et isolation de bâtiments, par exemple).

### Actionnaires
La Banque européenne d’investissement dispose de capitaux provenant de ses actionnaires, les États membres de l’Union européenne. Chaque État membre participe au capital de la Banque en fonction de son poids économique dans l’UE (exprimé par le produit intérieur brut) lors de son entrée dans l’Union.
À la suite du Brexit et du retrait du Royaume-Uni de l’UE, le Conseil des gouverneurs de la Banque européenne d’investissement a décidé que les États membres restants augmenteraient leur souscription au capital proportionnellement à leur quote-part afin de maintenir le même niveau global de capital souscrit (à savoir, 243,3 milliards d’euros). En mars 2020, le capital souscrit de la BEI a été augmenté de 5,5 milliards d’euros, à la suite de la décision de deux États membres (la Pologne et la Roumanie) d’accroître chacun leur quote-part. Actuellement, le montant total de capital souscrit de la BEI s’élève à 248,8 milliards d’euros. Le retrait du Royaume-Uni de l’UE n’a pas eu d’incidence sur la note de crédit AAA du Groupe BEI.

### Présidents
- Pietro Campilli, de février 1958 à mai 1959
- Paride Formentini, de juin 1959 à septembre 1970
- Yves Le Portz, de septembre 1970 à juillet 1984
- Ernst-Günther Bröder, d'août 1984 à mars 1993
- Brian Unwin, d'avril 1993 à décembre 1999
- Philippe Maystadt, de janvier 2000 à décembre 2011
- Werner Hoyer, de janvier 2012 à décembre 2023
- Nadia Calviño, depuis le 1er janvier 2024[47]

## Capital
Répartition du capital de la BEI au 1er juillet 2013 :
| Pays                | Capital (€)     | Capital (%) |
| ------------------- | --------------- | ----------- |
| Allemagne           | 39 195 022 000  | 16,11       |
| France              | 39 195 022 000  | 16,11       |
| Italie              | 39 195 022 000  | 16,11       |
| Royaume-Uni         | 39 195 022 000  | 16,11       |
| Espagne             | 23 517 013 500  | 11,52       |
| Belgique            | 10 864 587 500  | 4,47        |
| Pays-Bas            | 10 864 587 500  | 4,47        |
| Suède               | 7 207 577 000   | 2,96        |
| Danemark            | 5 501 052 500   | 2,26        |
| Autriche            | 5 393 232 000   | 2,22        |
| Pologne             | 5 017 144 500   | 2,06        |
| Finlande            | 3 098 617 500   | 1,27        |
| Grèce               | 2 946 995 500   | 1,21        |
| Les 15 autres États | 12 093 259 000  | 4,97        |
| Total               | 243 284 154 500 | 100,00      |

### Groupe Banque européenne d’investissement
Le Groupe Banque européenne d’investissement (Groupe BEI) a été créé en 2000. Il est constitué de la Banque européenne d’investissement (BEI), du Fonds européen d’investissement (FEI) et de l’Institut BEI.

#### Banque européenne d’investissement
La Banque européenne d’investissement est l’un des principaux bailleurs de fonds supranationaux au monde. Depuis sa création en 1958, la Banque européenne d’investissement a investi plus de 1 000 milliards d’euros.

#### Fonds européen d’investissement
Article principal : Fonds européen d’investissement
Le Fonds européen d’investissement (FEI) est le bras de l’UE spécialisé dans le capital-risque. Il fournit également des garanties aux petites et moyennes entreprises (PME),.En 2018, les 25 millions de PME de l’UE représentaient 99,8 % des entreprises non financières, employaient près de 97,7 millions de personnes (66,6 % de l’emploi total) et généraient 56,4 % de la valeur ajoutée totale (4 357 milliards d’euros).
Le FEI soutient les entreprises à toutes les étapes de leur développement : des phases de préamorçage, d’amorçage et de démarrage (transfert de technologies, investisseurs providentiels, microfinance, capital-risque en phase de démarrage), à celles de croissance et de développement (fonds de capital-risque formel, fonds mezzanine, garanties sur portefeuille et rehaussement de crédit).
La Banque européenne d’investissement est l’actionnaire majoritaire du FEI, avec 62 % des actions. L’autre actionnaire principal est la Commission européenne, à hauteur de 29%. Le FEI opère dans le cadre de mandats spécifiques du Conseil européen et du Parlement européen, de la Commission européenne ou d’autres autorités publiques, de la Banque européenne d’investissement ou à ses propres risques,.

#### Institut BEI
L’Institut BEI a été créé en 2012 afin de promouvoir et de soutenir des initiatives sociales, culturelles et universitaires aux côtés de parties prenantes européennes et du grand public. Il représente le pilier de l’engagement communautaire et citoyen du Groupe BEI,.

## Objectifs et activités
La BEI est une organisation à but non lucratif qui fournit des financements à long terme à l’appui de projets, ainsi que des garanties et des conseils, dans le droit fil des objectifs de l’Union européenne. Elle participe au Plan d’investissement pour l’Europe de la Commission européenne, qui a pour objet de combler les déficits d’investissement, en assumant une partie des risques liés aux projets soutenus.
La Banque finance des projets dans les domaines suivants: climat, environnement, innovation et compétences, infrastructures, petites et moyennes entreprises, cohésion et développement. Elle intervient également en cas de crises, notamment face à la pandémie de COVID-19 et dans le contexte de la crise financière de 2007-2008. Depuis 1959, la Banque européenne d’investissement a signé près de 25 000 projets dans le monde. Elle finance des projets, à l’intérieur comme à l’extérieur de l’UE, qui répondent à l’un des critères suivants: projets envisageant la mise en valeur des régions moins développées; projets ne pouvant être financés par des États membres individuels; projets d’intérêt commun pour plusieurs États membres.
La Banque vise à soutenir une croissance économique durable tant à l’intérieur de l’Union européenne qu’à l’extérieur. Grâce à sa note de crédit AAA sur les marchés internationaux, la BEI est en mesure d’emprunter et de prêter à des taux faibles,, Elle soutient les objectifs de l’Union européenne en fournissant des financements à long terme à l’appui de projets, ainsi que des garanties et des conseils.Le Groupe BEI appuie les entreprises, notamment celles de petite taille et les jeunes pousses, en coopérant avec un vaste réseau de banques commerciales, de banques et institutions nationales, de sociétés de crédit-bail, de fonds de capital-risque et de capital-investissement, d’investisseurs providentiels et d’autres acteurs.
Dans le cadre du Plan d’investissement pour l’Europe de la Commission européenne, le Groupe BEI, avec l’appui du Fonds européen pour les investissements stratégiques (FEIS), est en mesure de soulager les investisseurs d’une partie des risques inhérents aux projets. Les financements sont accordés à l’issue d’une évaluation préliminaire de la viabilité et des émissions de carbone associées aux projets.

### La réponse à la pandémie de COVID-19
La Banque européenne d’investissement a dégagé des ressources financières pour atténuer les conséquences économiques de la pandémie, faire face aux urgences sanitaires, appuyer la recherche d’un vaccin contre le COVID-19 et trouver des solutions visant à ralentir la propagation du virus.
Le 26 mai 2020, le Conseil d’administration de la BEI a donné son feu vert au Fonds de garantie paneuropéen (Pan-European Guarantee Fund ou EGF), une enveloppe de 25 milliards d’euros approuvée par le Conseil européen dans le cadre du programme global prévu par l’UE face à la pandémie de COVID-19. Les 27 États membres de l’UE ont été invités à y contribuer sous la forme de garanties au prorata de leur contribution respective au capital de la BEI. Dans le cadre de l’EGF, le Groupe BEI avait pour ambition de mobiliser jusqu’à 200 milliards d’euros de financements supplémentaires du secteur privé en faveur des petites et moyennes entreprises européennes. Les entreprises de l’Union européenne sont admissibles à un financement au titre du Fonds de garantie paneuropéen si elles rencontrent des difficultés financières en raison des répercussions économiques de la pandémie de COVID-19, mais qu’elles étaient en mesure de contracter des prêts avant la crise.
En décembre 2019, la Banque européenne d’investissement a signé un prêt de 50 millions d’euros pour aider BioNTech dans sa recherche de traitements contre le cancer. Un nouveau prêt de 100 millions d’euros a été approuvé en juin 2020 pour appuyer l’entreprise dans la réalisation des essais en vue de la mise au point d’un vaccin et la fabrication de ce dernier. Le vaccin de BioNTech contre le COVID-19 a reçu le feu vert de l’agence de réglementation des médicaments au Royaume-Uni en décembre 2020.

### Climat
Le Groupe BEI est l’un des principaux bailleurs de fonds au monde pour l’action en faveur du climat. La BEI prévoit d’investir 1 000 milliards d’euros dans des projets liés au climat d’ici à 2030, notamment à l’appui d’une transition juste,.
En tant que banque européenne du climat, le Groupe BEI s’est engagé, en novembre 2019, à aligner ses activités sur les objectifs et les principes de l’Accord de Paris d’ici à la fin de 2020,.
En novembre 2020, les États membres de l’UE ont approuvé la Feuille de route du Groupe BEI dans son rôle de banque du climat pour la période 2021-2025, qui décrit comment il contribuera au pacte vert pour l’Europe et au développement durable en dehors de l’UE. Depuis fin 2021, la BEI a cessé de financer des projets liés aux combustibles fossiles,.
La BEI contribue au pacte vert pour l’Europe, qui vise à faire de l’Europe le premier continent neutre en matière d’émissions de carbone d’ici à 2050. Elle finance des projets qui contribuent à limiter le réchauffement de la planète à 1,5 °C d’ici 2030, luttent contre la dégradation de l’environnement, enraient la perte de biodiversité et remédient aux inégalités causées par les changements climatiques. En 2019, le Groupe Banque européenne d’investissement a consacré 19,3 milliards d’euros à la lutte contre les changements climatiques,,.

### Innovation et compétences
Depuis 2000, la BEI a financé des projets ayant trait au développement des compétences pour plus de 210 milliards d’euros, dont 14,4 milliards d’euros en 2019. Ce concours porte sur la mise au point et la commercialisation de nouveaux produits, procédés et modèles d’activité, sur la promotion d’investissements dans la recherche-développement, l’éducation, la mise à niveau des compétences et la formation, ainsi que sur l’amélioration de la connectivité et de l’accès grâce au haut débit et aux réseaux mobiles. En outre, il concerne l’adoption et la diffusion des technologies numériques ou d’autres technologies émergentes et le renforcement de la participation des femmes au marché du travail.

### Développement
Le Groupe BEI finance des projets durables et soutient des investissements qui réduisent la pauvreté et les inégalités dans le but de contribuer à une croissance stable dans les États membres de l’Union européenne, les marchés émergents et les pays en développement.Les financements que la BEI a accordés en dehors de l’Union européenne depuis 2010 atteignent 69,6 milliards d’euros. En 2020, le Groupe BEI a octroyé des prêts à plus de 100 pays, financé des vaccins, des diagnostics et des traitements, et investi 1,7 milliard d’euros pour aider les pays des Balkans occidentaux à se remettre de la pandémie de COVID-19,. Il a également élargi son partenariat avec le Programme des Nations unies pour le développement et intensifié sa coopération avec l’Association des institutions européennes de financement du développement pour soutenir les entreprises touchées dans les pays en développement au titre d’une initiative dotée de 280 millions d’euros. En outre, il a collaboré avec l’Organisation mondiale de la Santé pour financer des projets ayant trait aux soins de santé dans dix pays africains.

### Infrastructures
Depuis sa création en 1958, la Banque européenne d’investissement a soutenu le développement d’infrastructures tant dans les États membres de l’UE que dans les pays tiers. En 2019, la BEI a prêté 15,74 milliards d’euros pour appuyer de projets d’infrastructures.Ces projets concernent notamment les domaines suivants: transports durables; efficacité énergétique, aménagement urbain, réseaux numériques, logements sociaux et bâtiments publics essentiels, patrimoine culturel, gestion de l’eau et des eaux usées.

### Petites et moyennes entreprises
La Banque participe au dispositif « InnovFin – Financement européen de l’innovation », une initiative conjointe du Groupe BEI et de la Commission européenne au titre du programme Horizon 2020. Via InnovFin, le Groupe BEI octroie des prêts directs aux entreprises de taille intermédiaire. Il propose aussi des prêts d’amorçage-investissement dans le cadre du Mécanisme de financement de la croissance européenne, avec l’appui du Fonds européen pour les investissements stratégiques.
Le Groupe BEI établit des partenariats avec un vaste réseau de banques commerciales, de banques et institutions nationales, de sociétés de crédit-bail, de fonds de capital-risque et de capital-investissement, d’investisseurs providentiels et de prestataires de services, notamment dans les régions où l’accès aux financements est limité. Via des intermédiaires, la BEI finance des microentreprises (0 à 9 employés), de petites entreprises (10 à 49 employés), des entreprises de taille moyenne (50 à 249 employés) et des entreprises de taille intermédiaire (250 à 3 000 employés).
En 2019, le Groupe BEI a fourni 25,52 milliards d’euros sous forme de prêts et d’autres services à 386 600 PME et entreprises de taille intermédiaire qui emploient 4,4 millions de personnes.

### Cohésion
En tant qu’institution supranationale, la BEI promeut la cohésion économique, sociale et territoriale et la solidarité tant à l’intérieur qu’à l’extérieur de l’UE. La BEI donne la priorité aux projets qui visent à remédier aux inégalités en offrant des possibilités d’emploi et d’éducation, en donnant accès aux infrastructures et services publics et en créant un environnement durable dans toute l’Union européenne. L’objectif annuel de la BEI en matière de prêts à l’appui de l’objectif de cohésion est de 30% de toutes les nouvelles opérations dans l’UE, les pays en phase de préadhésion et les pays de l’AELE. En 2019, il se montait à 16,13 milliards d’euros.

## Structure de la BEI
Les services de la BEI préparent et mettent en œuvre les décisions des instances dirigeantes. Ils procèdent à l’évaluation, à l’instruction et au financement des projets, évaluent et gèrent les risques, réalisent des études économiques ou financières de fond et lèvent des ressources financières sur les marchés des capitaux. La BEI a été établie par l’article 308 et suivants du traité sur le fonctionnement de l’Union européenne (TFUE), et le protocole no 5 sur les statuts de la Banque européenne d’investissement est annexé au traité.

### Gouvernance
La Banque européenne d’investissement possède trois instances de décision : le Conseil des gouverneurs, le Conseil d’administration et le Comité de direction. Le Conseil des gouverneurs, qui se compose des ministres des finances des États membres de l’Union européenne, définit les orientations de la Banque européenne d’investissement. Le Conseil d’administration supervise l’orientation stratégique. Le Comité de direction assure la gestion des affaires courantes.
Le président ou la présidente de la Banque européenne d’investissement préside les réunions du Comité de direction. Les membres du Comité de direction ne sont responsables que devant la Banque ; ils sont nommés par le Conseil des gouverneurs, sur proposition du Conseil d’administration, pour un mandat renouvelable de six ans. Le président ou la présidente de la BEI préside également le Conseil d’administration,.
Les fonctions de contrôle internes et indépendantes visent à garantir l’intégrité et la solidité des opérations de la Banque européenne d’investissement. Elles sont assurées par la division Enquêtes, le Comité de vérification, la fonction de conformité, le département Risques de crédit, le département du Contrôle financier, le Contrôle interne, l’Audit interne, les auditeurs externes et la division Évaluation des opérations. La Banque coopère également avec des organismes de contrôle indépendants : la Cour des comptes européenne, l’Office européen de lutte antifraude (OLAF) et le Médiateur européen.
En 2018, sept États membres de l’UE ont exigé des améliorations de la gouvernance et de la structure de l’institution ainsi que des contrôles plus stricts des coûts. Les préoccupations portaient sur la lenteur dont faisait preuve la BEI pour mettre en œuvre les recommandations formulées par son propre Comité de vérification, lesquelles visaient à améliorer la gestion des risques et la sélection des projets,.

### Responsabilité

#### Organes de contrôle internes
La BEI compte quatre organes statutaires : le Comité de vérification, le Conseil des gouverneurs, le Conseil d’administration et le Comité de direction.
Le Comité de vérification agit en tant qu’organe de contrôle indépendant et vérifie les opérations de la Banque et la validité de ses comptes. Ses six membres indépendants sont nommés par le Conseil des gouverneurs pour un mandat non renouvelable de six exercices consécutifs. Il publie un rapport sur les états financiers de la Banque au moment de leur approbation par le Conseil d’administration. Le Comité de vérification rend directement compte au Conseil des gouverneurs.
Le Comité de vérification nomme les auditeurs externes de la BEI, évalue leur indépendance et enquête sur les éventuels conflits d’intérêts. KPMG est l’auditeur externe de la BEI depuis quelques années,,.
D’autres fonctions organisationnelles internes, telles que le Contrôle financier ou l’Audit interne, formulent des recommandations concernant l’efficacité de la gouvernance, de la gestion des risques ou du contrôle interne de la Banque et expriment leur opinion sur certains aspects des politiques financières de la BEI et sur leur application,.
La fonction de conformité de la BEI est chargée de veiller à ce que toutes les activités de la Banque soient conformes à ses normes d’intégrité. Ses missions consistent à lutter contre le blanchiment de capitaux et le financement du terrorisme et à soutenir la mise en place d’une culture d’entreprise fondée sur des valeurs déontologiques et sur une moralité professionnelle.

#### Organismes de contrôle externes
La BEI coopère également avec des organismes de contrôle indépendants : la Cour des comptes européenne, l’Office européen de lutte antifraude (OLAF) et le Médiateur européen,.En vertu de l’article 287, paragraphe 3, du traité sur le fonctionnement de l’Union européenne (TFUE), la Cour des comptes européenne a accès aux informations nécessaires pour effectuer le contrôle des recettes et des dépenses de l’Union gérées par la Banque. Cela signifie que la Cour des comptes peut procéder au contrôle des opérations de prêt au titre du mandat conféré à la Banque par l’UE et des opérations gérées par la Banque qui sont garanties par le budget général de l’UE. En outre, la Banque coopère avec l’Office européen de lutte antifraude (OLAF) pour combattre la fraude et la corruption au sein des institutions européennes,. Sur la base d’un protocole d’accord entre la Banque européenne d’investissement et le Médiateur européen, les citoyens de l’UE peuvent transmettre leurs préoccupations relatives à un projet, à une politique ou à une activité de la BEI au Médiateur européen si le résultat de la procédure engagée auprès du Mécanisme de traitement des plaintes de la BEI n’est pas satisfaisant.

#### Transparence
Les plaintes peuvent porter sur divers sujets, allant de la dégradation de l’environnement aux réinstallations involontaires, en passant par les menaces pour la santé et la sécurité des populations. L’équipe du Mécanisme de traitement des plaintes évalue la conformité des mesures ou décisions prises par le Groupe BEI avec les politiques, normes ou procédures internes ou la législation applicable et propose une médiation pour résoudre les conflits qui opposent les plaignants et un projet ou une activité de la BEI. Elle effectue le suivi des plaintes clôturées afin de s’assurer que les mesures conveues sont appliquées. Les améliorations à apporter au cadre stratégique de la BEI qui sont relevées dans le contexte des procédures de traitement de plaintes sont communiquées aux cadres de direction.
Le Comité chargé du traitement des plaintes concernant la passation des marchés (CPPM) traite les plaintes relatives à la passation des marchés dans le cadre des projets, notamment des réclamations ayant trait à une procédure de passation de marchés de biens, travaux ou services de consultants bénéficiant d’un financement de la BEI. La division Enquêtes sur les fraudes mène des enquêtes sur des allégations, vérifie l’existence d’un cadre de politique antifraude solide, détecte de manière préventive les cas réels de fraude ou les faiblesses potentielles, et organise des formations à l’intention du personnel sur la sensibilisation à la fraude.
La Banque publie des documents relatifs à son rôle, à sa gouvernance, à sa responsabilité, à ses politiques et à ses opérations. Les informations liées aux projets comprennent généralement des résumés des projets d’investissement, les prêts obtenus via des intermédiaires financiers, des documents en matière environnementale et sociale ainsi que des descriptifs des projets. Les chiffres et les renseignements clés sur les activités de prêt de la BEI sont publiés dans les rapports d’activité de la BEI (chiffres annuels) et dans les rapports statistiques (tableaux récapitulatifs). Dans le cadre de sa politique de transparence, la BEI ne publie pas d’informations susceptibles de nuire aux intérêts légitimes des clients et des partenaires du projet. Elle refuse de divulguer, par exemple, des données à caractère personnel, des intérêts commerciaux (des brevets par exemple) et des informations relatives aux enquêtes en cours. Dans un souci de plus grande transparence, la BEI a mis en place, en 2014, un registre public qui permet aux citoyens de parcourir les publications de la Banque ou de demander des documents,,.

#### Communication et information
Le Mécanisme de traitement des plaintes organise des manifestations destinées à informer le grand public et les membres d’organisations de la société civile (OSC) sur la mission du mécanisme, les critères de recevabilité et l’approche méthodologique. En outre, la BEI organise des consultations publiques en bonne et due forme afin de démontrer son attachement à la transparence et à la responsabilité, et de tirer parti des compétences des participants.

## Bureaux
Siège de la BEI à Luxembourg
La Banque intervient dans quelque 140 pays à travers le monde dans les zones géographiques suivantes : les pays de l’élargissement, l’Association européenne de libre-échange (AELE), les voisinages méridional et oriental de l’UE, l’Afrique subsaharienne, les Caraïbes et le Pacifique, l’Asie et l’Amérique latine, l’Asie centrale et le Royaume-Uni.
| Union européenne |            |
| Pays             | Ville      |
| Autriche         | Vienne     |
| Belgique         | Bruxelles  |
| Bulgarie         | Sofia      |
| Croatie          | Zagreb     |
| Tchéquie         | Prague     |
| Danemark         | Copenhague |
| Finlande         | Helsinki   |
| France           | Paris      |
| Allemagne        | Berlin     |
| Grèce            | Athènes    |
| Hongrie          | Budapest   |
| Irlande          | Dublin     |
| Italie           | Rome       |
| Lituanie         | Vilnius    |
| Luxembourg       | Luxembourg |
| Pays-Bas         | Amsterdam  |
| Pologne          | Varsovie   |
| Portugal         | Lisbonne   |
| Roumanie         | Bucarest   |
| Slovaquie        | Bratislava |
| Slovénie         | Ljubljana  |
| Espagne          | Madrid     |
| Suède            | Stokholm   |

| Hors Union européenne  |                |
| Pays                   | Ville          |
| Albanie                | Tirana         |
| Australie              | Sydney         |
| Barbade                | Bridgetown     |
| Bosnie-Herzégovine     | Sarajevo       |
| Cameroun               | Yaoundé        |
| Chine                  | Pékin          |
| Colombie               | Bogota         |
| Côte d’Ivoire          | Abidjan        |
| République dominicaine | Saint-Domingue |
| Égypte                 | Le Caire       |
| Éthiopie               | Addis-Abeba    |
| Géorgie                | Tbilissi       |
| Inde                   | New Delhi      |
| Jordanie               | Amman          |
| Kenya                  | Nairobi        |
| Liban                  | Beyrouth       |
| Moldavie               | Chisinau       |
| Maroc                  | Rabat          |
| Nouvelle-Zélande       | Auckland       |
| Russie                 | Moscou         |
| Sénégal                | Dakar          |
| Serbie                 | Belgrade       |
| Afrique du Sud         | Pretoria       |
| Tunisie                | Tunis          |
| Turquie                | Ankara         |
| Turquie                | Istanbul       |
| Ukraine                | Kiev           |
| Royaume-Uni            | Londres        |
| États-Unis             | Washington DC  |

### Rapports annuels et enquêtes
La BEI publie des rapports annuels (rapport d’activité, rapport financier, rapport statistique, rapport sur l’investissement et rapport sur la durabilité), qui couvrent les principales activités de la Banque.
L’enquête annuelle du Groupe BEI sur l’investissement et le financement de l’investissement (EIBIS) collecte chaque année des données auprès de quelque 12 500 entreprises en Europe afin de déterminer les besoins des entreprises dans les 27 États membres de l’UE. Deux fois par an, l’enquête sur l’activité de prêt des banques dans les pays d’Europe centrale, de l’Est et du Sud-Est (ECESE) couvre une quinzaine de groupes bancaires internationaux et 85 filiales locales ou banques locales indépendantes. L’enquête sur le climat, qui a débuté en 2018, sonde l’opinion des citoyens de tous les États membres de l’UE, du Royaume-Uni, de Chine et des États-Unis sur les changements climatiques et des questions connexes. L’édition 2020-2021 a révélé que plus de 75 % des personnes en Europe et 94 % en Chine ressentent les effets des changements climatiques dans leur vie quotidienne. Aux États-Unis, 72% des gens affirment que les changements climatiques ont des répercussions sur leur quotidien. Les résultats sont disponibles gratuitement sur le site web de la BEI,.

## Critiques
Depuis quelques années, des organisations de la société civile critiquent les interventions de la Banque européenne d'investissement et lancent des campagnes dans plusieurs pays européens pour mettre en lumière l'activité de la Banque, qu'elles accusent de rester très discrète alors qu'elle gère un portefeuille près de deux fois plus important que celui de la Banque mondiale.
Ces ONG accusent la BEI d'agir dans l'opacité, sans normes sociales et environnementales satisfaisantes et lui reprochent d'être impliquée dans des projets très controversés comme ceux du projet minier de Tenke Fungurume en République démocratique du Congo (RDC).
La BEI intervient de plus en plus dans les pays du sud. Aujourd'hui elle se reconnaît, en plus de son rôle de banque d'investissement pour les projets de l'Union européenne, comme une banque de développement. Mais pour certaines associations, la BEI ne jouerait pas assez son rôle de banque de développement. Ainsi, les ONG annoncent qu'en Amérique latine, plus de 90 % des financements de la BEI depuis 1993 ont été accordés soit à des filiales d'entreprises européennes, soit à de grandes multinationales.
Une critique majeure à l'encontre de la BEI est liée à la faiblesse de ses normes environnementales et sociales dans le cadre de ses interventions en dehors de l'UE. Au sein de l'UE, la BEI est liée par les normes européennes. Mais dans les pays du Sud, elle n'est soumise à aucune réglementation précise : les documents normatifs rendus publics se réfèrent à une multitude de principes vagues, sans procédures opérationnelles, ou à l'application du droit européen « en fonction des conditions locales », ce qui laisserait une marge d'interprétation bien trop large selon la société civile. En 2007, la BEI publie un manuel de ses pratiques environnementales et sociales, mais ce manuel a été critiqué par le CEE Bankwatch Network pour sa grande imprécision. De l'avis de ses détracteurs, la BEI semble privilégier des projets dont les retombées économiques sont certaines et élevées plutôt que de mettre la priorité sur la lutte contre la pauvreté ou la protection de l'environnement.
À l'occasion du brexit, il apparaît que le port écossais de Aberdeen a bénéficié d'un crédit de 258 millions d'euros émis par la BEI trois jours avant le référendum de sortie du Royaume-Uni. Le parti travailliste critique ainsi le plan de retrait de Theresa May, qui ne permettrait pas le financement du port. Par ailleurs, le retrait du pays remet en question la participation du Royaume-Uni à la banque puisque seuls les États membres de l'Union peuvent en être actionnaires. Néanmoins le président de la BEI n'a pas rejeté la possibilité de modifier les règles afin de permettre au Royaume-Uni de maintenir sa participation.